# Урейск
Урейск — село в Акшинском районе Забайкальского края, Россия. Является центром сельского поселения «Урейское».

## География
Село расположено в 15 км от села Акша, в 265 км от Читы. В состав Урейского поселения входит также село Дорожное.

## История
Образовано на рубеже XVII и XVIII веков казаками Утюжниковым и Вершининым. В 1923 году был образован сельский совет. В 1930-х годах организована коммуна «Красное знамя» и сельскохозяйственная артель «Первое мая». На 1989 год население села составляло 1614 человек, в 2021 году —816 человек.

## Население
| 1989 | 2002  | 2010 | 2021 |
| ---- | ----- | ---- | ---- |
| 1614 | ↘1161 | ↘995 | ↘816 |

## Предприятия и культура
В селе действуют ОАО «Агроремпредприятие» и лесхоз. Имеются средняя школа (с 1991 года), детский сад, сельский дом культуры, 2 фельдшерско-акушерских пункта. В парке Победы установлен памятник односельчанам, погибшим в боях ВОВ.

## Разное
Входит в Перечень населенных пунктов Забайкальского края, подверженных угрозе лесных пожаров